# David (Alwa)
David († November 1015) war ein König des nubisch-christlichen Reiches von Alwa, der von 999 bis 1015 regierte. David ist bisher nur von seinem Grabstein bekannt, der sich in Soba, der Hauptstadt von Alwa, in den Fußboden einer Kirche (Gebäude D) eingebaut fand. Er ist bisher der einzige sicher datierbare Herrscher dieses Reiches.
Der Grabstein des David besteht aus Marmor und ist mit zwanzig Zeilen eines nicht sehr guten griechischen Textes eines byzantinischen Totengebetes beschrieben. In dem Text wird erwähnt, dass David 16 Jahre regierte und im Jahr 732 der Märtyrer am zweiten Tag des Monates Hathor (der Monat beginnt am 10./11. November) am Donnerstag starb. Die Stele und der Text sind eher grob gearbeitet. Die genaue Datierung wurde in der Forschung angezweifelt.